# Desensitized
 (octobre 2017).
Si vous disposez d'ouvrages ou d'articles de référence ou si vous connaissez des sites web de qualité traitant du thème abordé ici, merci de compléter l'article en donnant les références utiles à sa vérifiabilité et en les liant à la section « Notes et références ».
Albums de Drowning Pool
Sinner
(2001) Full Circle
(2007)
Singles
1. Step Up
Sortie : 22 juin 2004
2. Love and War
Sortie : 2004
3. Killin' Me
Sortie : 2004

Desensitized est le deuxième album studio du groupe de heavy metal américain Drowning Pool, sorti en avril 2004.

## Présentation
C'est leur premier album depuis la mort du chanteur Dave Williams ainsi que le seul album à présenter son remplaçant Jason Jones. En effet, Jones quitte le groupe peu de temps après la sortie de cet opus en raison de points de vue personnels et musicaux divergents[réf. nécessaire].
Step Up — le premier single — et les titres Think et Hate sont des chansons de Desensitized qui sont encore jouées lors de performances live de nos jours.
Step Up est présent dans le film The Punisher de 2004 et est également reprise dans la compilation MTV2 Headbangers Ball, Vol. 2, sortie cette même année.
Sur 10 semaines de classement, l'album s'installe, dès son entrée le 8 mai 2004, à la 17e place du Billboard 200, sa meilleure position.

## Liste des titres
Toutes les chansons sont écrites et composées par C.J. Pierce, Jason Jones, Mike Luce, Stevie Benton (Drowning Pool).
| 1.    | Think            | 3:32 |
| 2.    | Step Up          | 3:17 |
| 3.    | Numb             | 3:32 |
| 4.    | This Life        | 3:42 |
| 5.    | Nothingness      | 3:23 |
| 6.    | Bringing Me Down | 3:07 |
| 7.    | Love and War     | 3:38 |
| 8.    | Forget           | 3:22 |
| 9.    | Cast Me Aside    | 4:13 |
| 10.   | Killin' Me       | 3:07 |
| 11.   | Hate             | 3:41 |
| 38:36 |                  |      |

## Crédits

### Membres du groupe
- Jason "Gong" Jones : chant
- C.J. Pierce : guitare
- Stevie Benton : basse
- Mike Luce : batterie

### Équipes technique et production
- Production, enregistrement : Johnny K
- Pré-production : Ben Schigel
- Mastering : Tom Baker
- Mixage : Randy Staub
- Ingénierie (additionnel) : James Murray, Tony "Tadpole" Mysliwiec
- Ingénierie (assistants) : Misha Rajaratnam, James Winans, Alex Pavlides, Jason Cupp
- Direction artistique : Ed Sherman
- Photographie : Clay Patrick McBride, Joone
- A&R : Diana Meltzer, Chipper, Gregg Wattenberg